# Satellite Award du meilleur film d'animation ou multimédia
Le Satellite Award du meilleur film d'animation ou multimédia (Satellite Award for Best Animated or Mixed Media Feature) est une distinction cinématographique américaine décernée par The International Press Academy depuis 1997, récompensant les meilleurs films d'animation de l'année ou les films mêlant animation et tournage live.

## Palmarès
Note : les gagnants sont indiqués en gras.

### Années 1990
- 1997 : Le Bossu de Notre-Dame (The Hunchback of Notre Dame)
  - James et la Pêche géante (James and the Giant Peach)
  - Mars Attacks!
  - L'Île au trésor des Muppets (Muppet Treasure Island)
  - Space Jam

- 1998 : Men in Black
  - Alien, la résurrection (Alien Resurrection)
  - Anastasia
  - Le Monde perdu : Jurassic Park (The Lost World: Jurassic Park) – Gerald R. Molen et Colin Wilson
  - Starship Troopers

- 1999 : 1 001 Pattes (A Bug's Life)
  - Fourmiz (Antz)
  - Mulan
  - Le Prince d'Égypte (The Prince of Egypt)
  - Les Razmoket, le film (The Rugrats Movie)

### Années 2000
- 2000 : Toy Story 2
  - Le Géant de fer (The Iron Giant)
  - Princesse Mononoké (もののけ姫)
  - South Park, le film (South Park: Bigger Longer and Uncut)
  - Stuart Little
  - Tarzan

- 2001 : Chicken Run
  - Dinosaure (Dinosaur)
  - Kuzco, l'empereur mégalo (The Emperor's New Groove)
  - Les Razmoket à Paris, le film (Rugrats in Paris: The Movie)
  - Titan A.E.

- 2002 : Le Seigneur des anneaux : La Communauté de l'anneau (The Lord of The Rings: The Fellowship of the Ring)
  - Harry Potter à l'école des sorciers (Harry Potter and the Philosopher's Stone)
  - Jimmy Neutron : Un garçon génial (Jimmy Neutron : Boy Genius)
  - Monstres et Cie (Monsters, Inc.)
  - Shrek

- 2003 : Le Voyage de Chihiro (千と千尋の神隠し)
  - L'Âge de glace (Ice Age)
  - Lilo et Stitch (Lilo and Stitch)
  - Spirit, l'étalon des plaines (Spirit: Stallion of the Cimarron)
  - La Famille Delajungle le film

- 2004 : Les triplettes de Belleville
  - Frère des ours (Brother Bear)
  - Le Monde de Nemo (Finding Nemo)
  - Les Looney Tunes passent à l'action (Looney Tunes: Back in Action)
  - Millennium Actress (千年女優)
  - Sinbad : La Légende des sept mers (Sinbad: Legend of the Seven Seas)

- 2005 (janvier) : Les Indestructibles (The Incredibles)
  - Le Pôle express (The Polar Express)
  - Shrek 2
  - Bob l'éponge, le film (The SpongeBob SquarePants Movie)
  - Teacher's Pet
  - Team America, police du monde (Team America: World Police)

- 2005 (décembre) : Le Monde de Narnia : Le Lion, la Sorcière blanche et l'Armoire magique (The Chronicles of Narnia: The Lion, the Witch and the Wardrobe)
  - Chicken Little
  - Les Noces funèbres (Corpse Bride)
  - Le Château ambulant (ハウルの動く城)
  - Wallace et Gromit : Le Mystère du lapin-garou (The Curse of the Were-Rabbit)

- 2006 : Le Labyrinthe de Pan (El Laberinto del fauno)
  - Cars
  - Souris City (Flushed Away)
  - Happy Feet
  - L'Âge de glace 2 (Ice Age: The Meltdown)

- 2007 : Ratatouille
  - 300
  - La Légende de Beowulf (Beowulf)
  - À la croisée des mondes : La Boussole d'or (His Dark Materials: The Golden Compass)
  - Persepolis
  - Les Simpson, le film (The Simpsons Movie)

- 2008 : WALL-E
  - Volt, star malgré lui (Bolt)
  - Horton (Dr Seuss' Horton Hears a Who!)
  - The Sky Crawlers (スカイ·クロラ)
  - La Légende de Despereaux (The Tale of Desperaux)
  - Valse avec Bachir (ואלס עם באשיר)

- 2009 : Fantastic Mr. Fox
  - Tempête de boulettes géantes (Cloudy with a Chance of Meatballs)
  - Harry Potter et le Prince de sang-mêlé (Harry Potter and the Half-Blood Prince)
  - La Princesse et la Grenouille (The Princess and the Frog)
  - Là-haut (Up)
  - Max et les maximonstres (Where the Wild Things Are)

### Années 2010
- 2010 : Toy Story 3
  - Alice au pays des merveilles (Alice in Wonderland)
  - Moi, moche et méchant (Despicable Me)
  - Dragons (How to Train Your Dragon)
  - L'Illusionniste (The Illusionist)
  - Le Royaume de Ga'hoole (Legend of the Guardians: The Owls of Ga'Hoole)

- 2011[1] : Les Aventures de Tintin : Le Secret de La Licorne (The Adventures of Tintin)
  - Kung Fu Panda 2
  - Les Muppets, le retour (The Muppets)
  - Le Chat potté (Puss in Boots)
  - Rango
  - Rio

- 2012[2] : Les Cinq Légendes (Rise Of The Guardians)
  - L'Âge de glace 4 (Ice Age 4: Continental Drift)
  - L'Étrange Pouvoir de Norman (ParaNorman)
  - Madagascar 3 (Madagascar 3: Europe’s Most Wanted)
  - Les Mondes de Ralph (Wreck-it Ralph)
  - Frankenweenie
  - Rebelle (Brave)

- 2014 : Le vent se lève (風立ちぬ, Kaze tachinu)
  - Les Croods (The Croods)
  - Ernest et Celestine
  - Epic : La Bataille du royaume secret (Epic)
  - Monstres Academy (Monsters University)
  - La Reine des neiges (Frozen)
  - Tempête de boulettes géantes 2 (Cloudy with a Chance of Meatballs 2)
  - Turbo

- 2015 : Le Chant de la mer (Song of the Sea)
  - Les Boxtrolls (The Boxtrolls)
  - Dragons 2 (How to Train Your Dragon 2)
  - La Grande Aventure Lego (The Lego Movie)
  - La Légende de Manolo (The Book of Life)
  - Les Nouveaux Héros (Big Hero 6)
  - La Tête en l'air (Arrugas)

- 2016 : Vice-versa (Inside Out)
  - Anomalisa
  - Snoopy et les Peanuts, le film (The Peanuts Movie)
  - Le Prophète (Kahlil Gibran's The Prophet)
  - Shaun le mouton, le film (Shaun the Sheep Movie)
  - Le Voyage d'Arlo (The Good Dinosaur)

- 2017 : Ma vie de Courgette
  - Le Monde de Dory (Finding Dory)
  - Le Livre de la jungle
  - Kubo et l'Armure magique (Kubo and the Two Strings)
  - Miss Hokusai (百日紅)
  - Vaiana : La Légende du bout du monde (Moana)
  - La Tortue rouge
  - Les Trolls
  - Your Name. (君の名は。)
  - Zootopie (Zootopia)

- 2018 : Coco
  - Psiconautas
  - Baby Boss (The Boss Baby)
  - The Breadwinner
  - Cars 3
  - Lego Batman, le film (The Lego Batman Movie)
  - La Passion Van Gogh (Loving Vincent)

- 2019 : L'Île aux chiens (Isle of Dogs)
  - Les Indestructibles 2 (Incredibles 2)
  - Liz et l'Oiseau bleu (Liz and the Blue Bird)
  - Miraï, ma petite sœur
  - Ralph 2.0 (Ralph Breaks the Internet)
  - Ruben Brandt, Collector

### Années 2020
- 2020 : Le Roi lion (The Lion King)
  - Alita: Battle Angel
  - Buñuel après l'âge d'or (Buñuel en el laberinto de las tortugas)
  - Dragons 3 : Le Monde caché (How to Train Your Dragon: The Hidden World)
  - Shaun le mouton : La ferme contre-attaque (A Shaun the Sheep Movie: Farmageddon)
  - Toy Story 4
  - Les Enfants du Temps (天気の子 (Tenki no ko?))

- 2021 : Le Peuple Loup (Wolfwalkers)
  - Accidental Luxuriance of the Translucent Watery Rebus
  - Demon Slayer: Kimetsu no Yaiba - Le film : Le train de l'Infini (Accidental Luxuriance of the Translucent Watery Rebus)
  - No.7 Cherry Lane
  - Voyage vers la Lune (Over the Moon)
  - Soul

- 2022 : Encanto : La Fantastique Famille Madrigal (Encanto)
  - Flee
  - Luca
  - Les Mitchell contre les machines (The Mitchells vs. the Machines)
  - Vivo

- 2023 : Marcel the Shell with Shoes On
  - Les Bad Guys
  - Pinocchio
  - Inu-Oh
  - Alerte rouge

- 2024 : Le Garçon et le Héron
  - Élémentaire (Elemental)
  - Mon ami robot (Robot Dreams)
  - Spider man : Across the Spider-Verse
  - Suzume
  - Ninja Turtles: Teenage Years (Teenage Mutant Ninja Turtles: Mutant Mayhem)

- 2025 : Wallace et Gromit : La Palme de la vengeance (Wallace and Gromit: Vengeance Most Fowl)
  - Flow
  - Vice-versa 2 (Inside Out 2)
  - Memoir of a Snail
  - Mobile Suit Gundam SEED Freedom
  - Le Robot sauvage (The Wild Robot)